# Gokoku-ji (Okinawa)

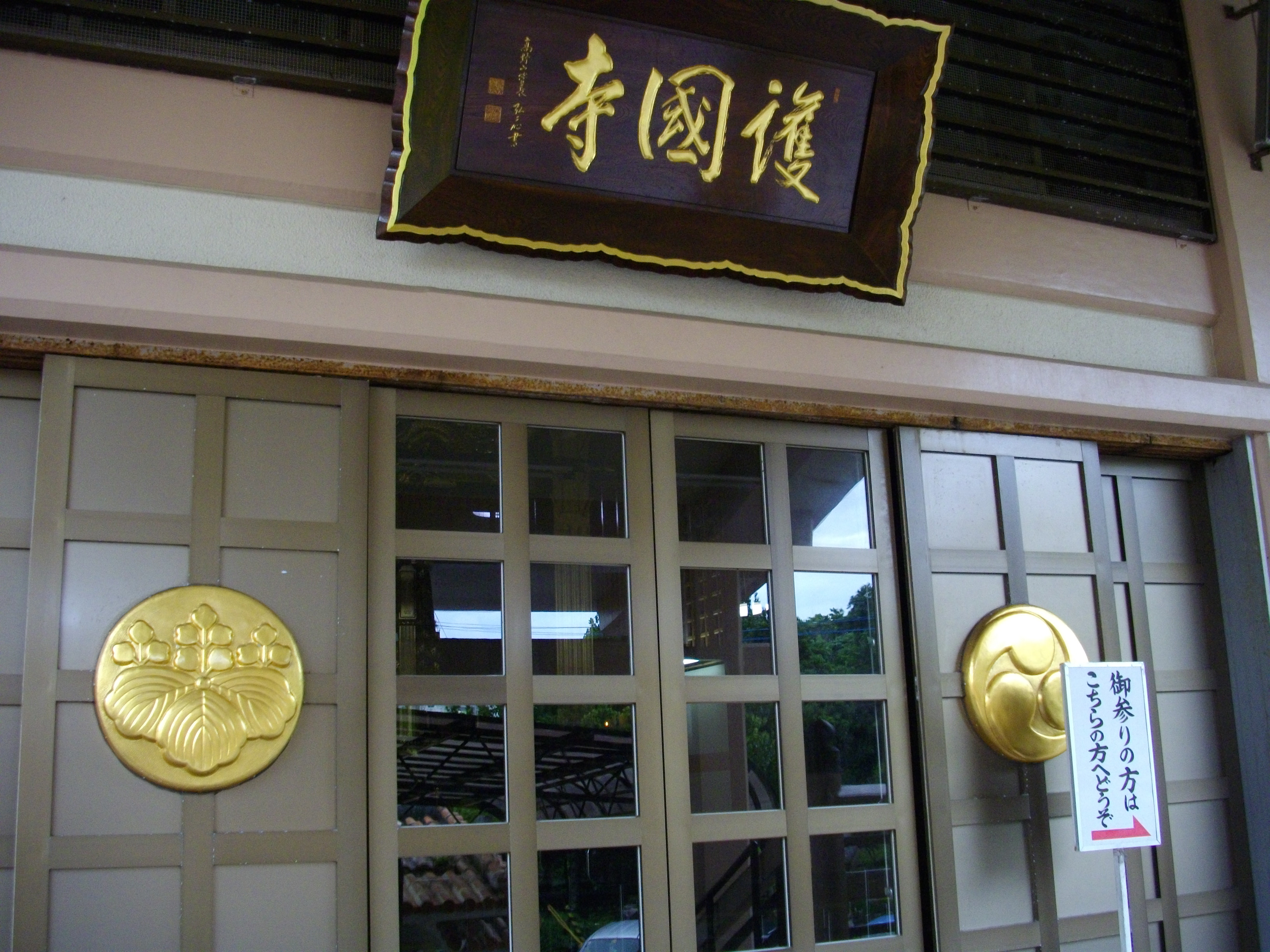
Entrée de la salle de prière principale. Le mon-mitsu tomoe (crête) de la famille royale des Ryukyu, et paulownia du gouvernement japonais flanquent les portes.

Le Gokoku-ji (護国寺, « temple protecteur de la Nation ») est un temple bouddhiste situé dans la ville de Naha, préfecture d'Okinawa. Fondé en 1367, il sert de principal temple national pour le royaume okinawaïen de Chūzan et le royaume unifié de Ryūkyū qui lui succède. Il est peut-être plus connu pour son association avec le missionnaire chrétien Bernard Jean Bettelheim et les visites en 1853-1854 du commodore Matthew Perry à Okinawa.

## Histoire
Le temple est fondé en 1367 par un moine japonais de la province de Satsuma du nom de Raijū et avec le patronage du gouvernement royal du Chūzan, comme un compagnon au Naminoue-gū déjà installé sur la falaise, surplombant la plage de Naminoue et l'océan.
Des siècles plus tard, en 1846, le temple est occupé par le médecin et missionnaire chrétien Bernard Jean Bettelheim, qui l'occupe pendant sept ans après avoir évincé les fidèles bouddhistes et les occupants légitimes du temple. Quand son navire britannique, le Starling, arrive à Naha, le chef du port d'Okinawa proteste que le missionnaire ne doit pas être autorisé à débarquer. Le capitaine du bateau veut s'en tenir là mais Bettelheim se rend cependant à terre en usant d'une ruse habile et finit par se voir offrir refuge au Gokoku-ji pour la nuit ; il y reste finalement sept ans. Repoussant les fidèles et les moines au motif qu'ils essaient de regarder sa femme à la dérobée, Bettelheim barricade le sanctuaire du temple et jette une grande partie de ce qu'il appelle « les meubles païens de l'idolâtrie ». En dépit des protestations répétées qu'il s'agit d'un temple national destiné à un usage public, le missionnaire considère son appropriation comme une victoire des chrétiens sur les païens.
Le gouvernement royal Ryukyu juge bientôt nécessaire de garder un œil sur Bettelheim, devenu plus qu'un inconvénient et un lourd fardeau à la charge de la communauté locale. Un poste de garde est installé juste en dehors de l'enceinte du temple et un détachement d'hommes envoyé pour à la fois veiller sur le temple et accompagner le missionnaire quand il voyage dans la région.

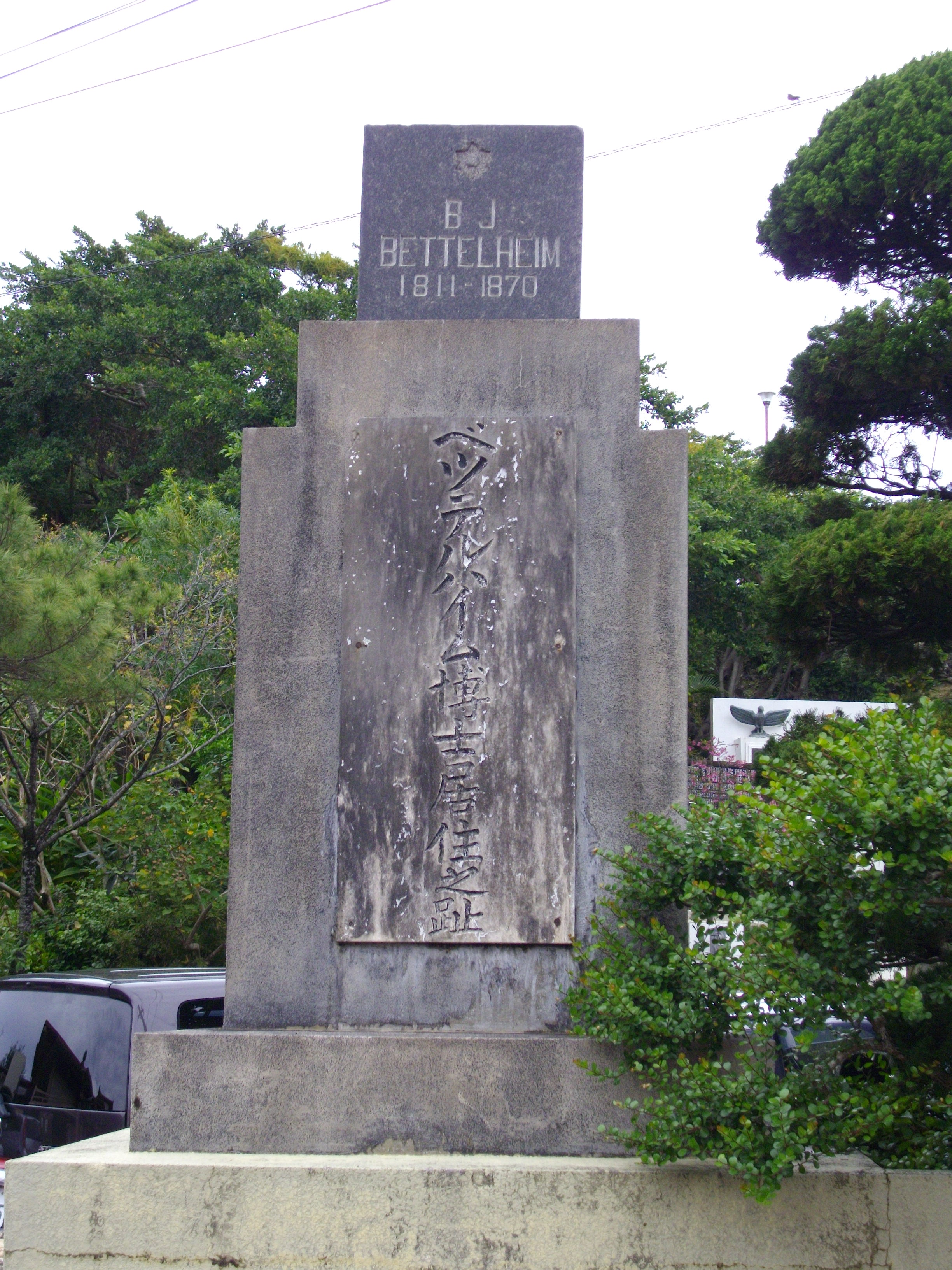
Monument au missionnaire B. J. Bettelheim, érigé en 1926.

Lorsque le commodore américain Matthew Perry arrive en 1853, Bettelheim sert un temps comme traducteur et intermédiaire. Malgré les objections du missionnaire, le commodore établit une base américaine dans l'enceinte du Gokoku-ji, y compris une aire clôturée destinée au pâturage du bétail, ce qui entraîne de vives protestations des autorités de Ryukyu. Lors du départ de Perry après sa deuxième visite à Okinawa un an plus tard (après être parti et revenu une fois dans l'intervalle), il lui est offert, entre autres cadeaux du royaume aux États-Unis, une cloche du temple de Shuri. Comme celle-ci s'avère être imparfaite, c'est une cloche du Gokoku-ji qui lui est offerte à la place. Cette cloche avait été forgée en 1456, sous le règne de Shō Taikyū. Elle porte une inscription qui dit « Que le son de cette cloche brise les rêves illusoires, perfectionne les âmes de l'humanité et permette au roi et à ses sujets de vivre si vertueusement que les barbares ne trouvent pas l'occasion d'envahir le royaume ». Comme la cloche provient de la résidence de Bettelheim, à l'origine temple profané non utilisé comme lieu de culte pendant environ huit ans, les autorités du Ryukyu sont prêtes à s'en séparer ; Bettelheim également exprime dans son journal son plaisir en voyant le temple païen plus encore démantelé. Destinée par Perry à être installée dans ou à proximité du Washington Monument alors en construction, la commission associée refuse la suggestion, et la cloche est remise à l'Académie navale d'Annapolis où elle demeure et sert pour célébrer les victoires de la Navy lors des rencontres annuelles Army–Navy Game, jusqu'à ce qu'elle soit finalement restituée au Japon en 1987,. Bettelheim quitte Okinawa avec Perry, retournant le temple à ses occupants légitimes et à sa destination d'origine.
En 1871, un navire ryukyu est emporté par une tempête et arrive à Taiwan où, à la suite d'un conflit avec les Paiwan, aborigènes locaux, un certain nombre d'Okinawaïens sont tués. Cette affaire tourne à l'incident diplomatique entre le Japon et la Chine qui sont en désaccord sur la souveraineté d'Okinawa et de Taiwan ; la question se pose de savoir si la Chine doit une quelconque forme de réparation au Japon. Les restes des Okinawaïens tués auraient été récupérés et enterrés au Gokoku-ji après un grand rituel organisé à la mémoire des morts au service de l’État.
Détruit lors de la bataille d'Okinawa de 1945, le temple est reconstruit peu après et reste opérationnel aujourd'hui. Un monument en pierre érigé en 1926 à la mémoire du Dr Bettelheim est également toujours en place.